# Kai Lenny

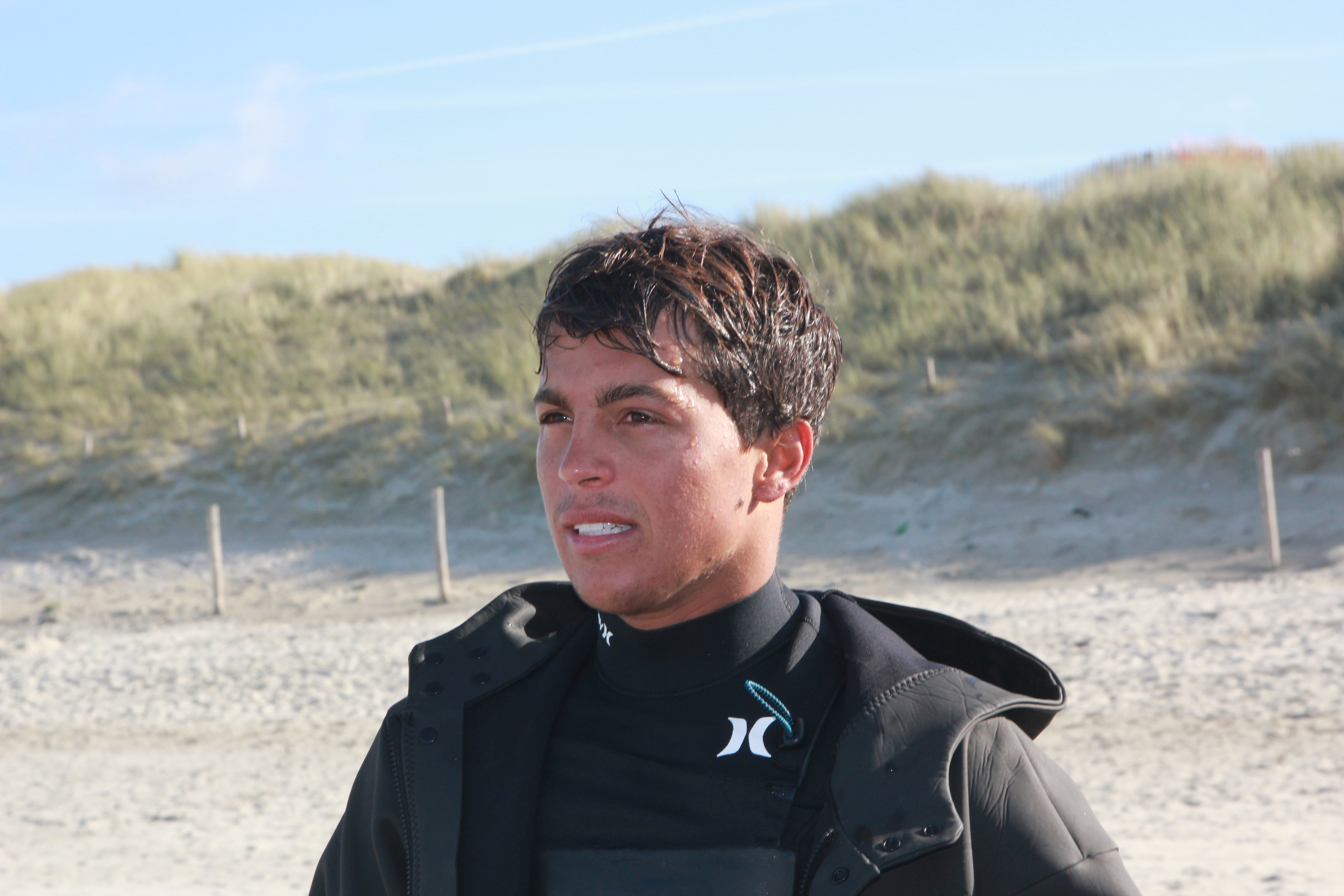
Kai Lenny (2013)

Kai Lenny (* 8. Oktober 1992 in Paia, Hawaii) ist ein US-amerikanischer Profisurfer aus Hawaii und 7-facher Weltmeister der SUP World Series Championships sowie Gewinner der Big Wave Challenge 2020.
Er wird als Waterman bezeichnet, da er internationale Erfolge in allen wichtigen Wassersportarten vorweisen kann, darunter Stand-Up-Paddling, Windsurfen, Kitesurfen, Wingfoilen, Wellenreiten und Big-Wave-Surfen. Der Hawaiianer gilt als begabtester Allround-Wassersportler der Gegenwart.

## Sportliche Karriere
Bekanntheit erreichte Lenny, als er bereits als Jugendlicher bei den Hawaii Island Finals SUP Pro und bei den Sunset Beach SUP Pro Meisterschaften auf Hawaii mehrfach die ersten Plätze belegen konnte.

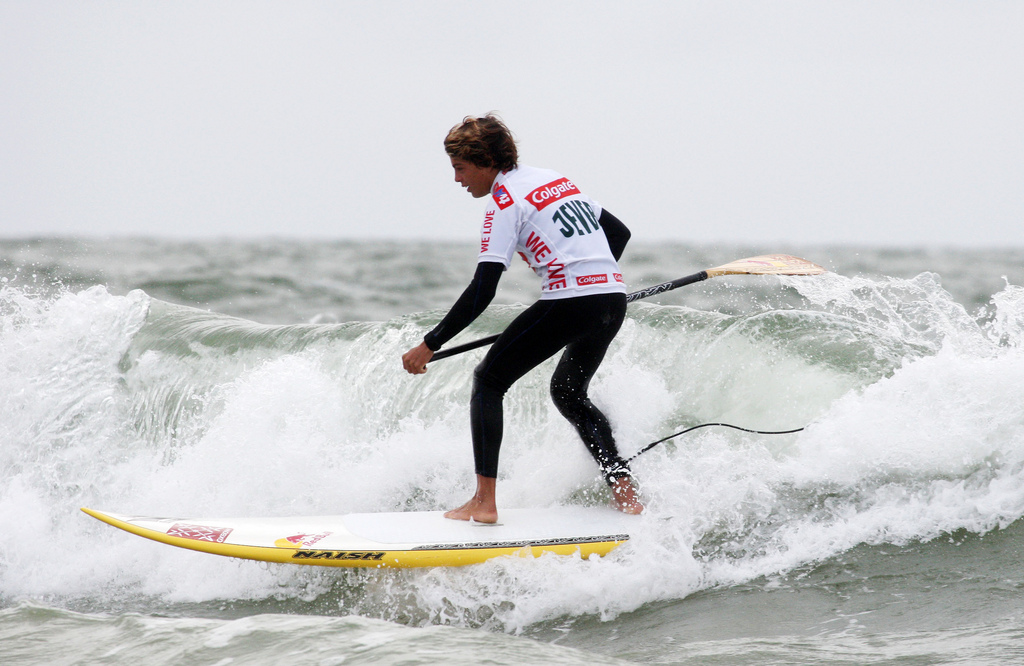
Kai Lenny (2009)

2010 gewann Lenny im Alter von 18 Jahren die erstmalig ausgetragenen SUP World Series Championships auf Hawaii und erhielt damit den Weltmeistertitel im Stand-Up-Paddling. In den darauffolgenden Jahren 2011, 2012, 2013, 2014, 2015 und 2016 konnte er infolge seinen Titel erfolgreich verteidigen. Bisher hat Kai Lenny sieben Mal den Weltmeistertitel im Stand-Up-Paddling erlangt.
2013 gewann Lenny bei den Cabrinha Kite Surf Pro (KSP) World Championship Tour den zweiten Platz der Weltrangliste im Kitesurfen.
2016 konnte Lenny mit knapp über 4 Stunden einen neuen Weltrekord bei den Molokai 2 Oahu Paddleboard World Championships, einem Langstreckenrennen auf Hawaii, aufstellen. Die Strecke verläuft von der Insel Molokaʻi nach Oʻahu über insgesamt 32 Meilen (51,49 km) auf offener See und gehört daher zu den härtesten SUP-Rennen der Welt.
2017 war ein weiteres erfolgreiches Jahr für Lenny. Er konnte bei der Nazaré Big Wave Challenge der WSL die höchste Welle mit 26,31 m surfen und damit den ersten Platz belegen. In der Gesamtwertung der Big Wave Challenge kam er auf Platz 2. Noch im selben Jahr veröffentlichte Red Bull den Film Paradigm Lost über Kai Lenny und seine außerordentlichen Leistungen als Waterman in allen wichtigen Wassersportarten. Gefilmt wurde über drei Jahre und in sechs Ländern, um die Vielseitigkeit und Spitzenleistungen des Ausnahmetalents einfangen zu können.
2019 wurde Lenny für seine überragenden Leistungen im Surfsport mit der Aufnahme in die Ehrengalerie der amerikanischen Surfers Hall of Fame ausgezeichnet. Dabei wurden seine Hand- und Fußabdrücke sowie seine Signatur in einer gegossenen Betonfliese im Gehweg am Pacific Coast Highway in Huntington Beach, Kalifornien verewigt.
Im Februar 2020 gewann Lenny die Nazaré Big Wave Challenge der WSL in der Kategorie Biggest Wave und Performance of the Year. Bei diesem Wettbewerb werden extrem große Wellen von den besten Big Wave Surfern der Welt bezwungen. Seitdem veröffentlicht Kai Lenny's Sponsor Red Bull in regelmäßigen Abständen Dokumentationsbeiträge zu Kai Lenny's sportlichen Erfolgen, die als Folgen der TV-Serie Life of Kai - Kai Lenny: Mit dem Surfboard um die Welt ausgestrahlt werden.
Weitere Sponsoren neben Red Bull sind Nike, Hurley, Oakley, GoPro und TAG Heuer. Von 2003 bis 2018 war der Sponsor Naish Surfing der Windsurf-Ikone Robby Naish.

## Privatleben
1992 auf Maui geboren, bekommt er von seinen Eltern Martin und Paula Lenny den Namen Kai, was in der hawaiianischen Sprache Ozean bedeutet. Beide sind passionierte Windsurfer, als sie sich auf Maui kennenlernen und eine Familie gründen. Am 17. Februar 1997 wurde sein jüngerer Bruder Ridge Lenny geboren.
Am 12. Januar 2003, im Alter von 10 Jahren, schrieb Kai Lenny dem damaligen Weltmeister im Windsurfen Robby Naish einen handgeschriebenen Brief und bat ihn um ein Sponsoring und die Aufnahme in das Team Naish Surfing. Er unterschrieb den Brief mit Kai Waterman Lenny. Robby Naish nahm das Angebot am 3. März 2003 an und förderte Lenny bis zu seinem Weggang 2018 zu Red Bull.
Kai Lenny heiratete am 22. Februar 2022 seine langjährige Lebensgefährtin Molly Payne. Er lebt mit seiner Frau und seinen beiden Zwillingstöchtern Senna und Willa auf der Insel Maui, Hawaii.
Kai Lenny ist bekannt für die Organisation und Teilnahme an großen Beach Clean-Ups in Hawaii.
Bei den Wald- und Buschbränden auf Hawaii 2023 unterstützte der auf Maui ortsansässige Lenny die Opfer von Lahaina bei der Organisation und Lieferung von Hilfsgütern über den Seeweg, weil alle Straßen blockiert waren und Hilfsgüter von den Regierungsbehörden tagelang ausblieben.